# Akiko Higashimura
Akiko Higashimura (東村 アキコ Akiko Higashimura?) (Miyazaki, 15 de octubre de 1975 ) es una mangaka y dibujante japonesa. 
Debutó en la revista de seinen Weekly Morning, y más tarde destacó por su manga Kisekae Yuka-chan, que debutó en la revista You. En 2008, dibujó el one-shot Chuō-Sen Cinema Paradise para la revista Jump SQ. Ha sido nominada al premio Manga Taisho en repetidas ocasiones: en 2008 por Himawari: La leyenda de Kenichi; en 2009 por Mama wa Tenparist; y en 2011 por Omo ni Naitemasu. En 2015 lo ganó por Kakukaku Shikajika. Su obra más famosa es Kuragehime, que ha sido adaptada a anime y a imagen real. Debido a la fuerte presión por parte de los lectores, Himoxile, su último manga publicado, se encuentra en situación de hiatus.
Su hermano menor es el también mangaka Takuma Morishige.
Su obra Kuragehime ha recibido el premio al mejor manga shōjo en la 34º entrega del Premio Kodansha de Manga. Kakukaku Shikajika recibió el premio Manga Taishō en su edición de 2015, sumando 80 votos.